# 劉整
劉 整（りゅう せい、1211年 - 1275年）は、モンゴル帝国に仕えた漢人将軍の一人。字は武仲。元々は金朝の統治下に生まれ、南宋に移住して活躍した後、周囲の嫉妬に晒されモンゴル帝国に投降したという経歴を持つ。

## 略歴
京兆の樊川から鄧州の穣城に移住してきた家系に生まれた。モンゴル帝国の侵攻によって金朝が混乱状態に陥ると南宋に移住し、南宋の宿将の孟珙の指揮下に入った。金朝の信陽攻めでは12人の精鋭とともに前鋒を務めて大いに功績を挙げ、孟珙は後唐の李存勗が18騎を率いて洛陽を攻略した故事に匹敵すると劉整を大いに賞賛しその旗に「賽存孝」と書き入れさせたという。
信陽攻めの軍功によって劉整は潼川十五軍州安撫使・知瀘州軍州事を歴任し辺境防衛に尽力したが、金朝出身者でありながら栄達する劉整に対して南宋生え抜きの諸将は嫉妬するようになった。南宋の将軍呂文徳はあえて劉整を仲の悪い兪興とともにモンケ・カアン自ら率いる軍勢が侵攻する四川方面の防衛に派遣し、果たして劉整は兪興から誣告されてしまった。劉整は首都の臨安に使者を派遣して弁明しようとしたが上手く行かず、また向士璧・曹世雄らから見殺しにされるに至って、モンゴル帝国に投降することを決意した。
中統2年（1261年）、劉整は自らの治める瀘州や配下のチャウルチらとともにモンケの弟のクビライに投降し、これを喜んだクビライは夔州府行省兼安撫使の地位を授けている。その直後、自らを追い詰めた兪興が瀘州を攻めてきた時には宝物を士卒に分け与えて士気を上げ、激戦の末これを破っている。至元4年（1267年）にはクビライの御前で今こそ南宋を攻め滅ぼすべきであると主張し、その際には自らを襄陽城攻めの先鋒とするよう願った。クビライはこの願いを聞き入れ、劉整はウリヤンハン部のアジュの指揮下に入り襄陽城攻めに従事するようになった。
しかし襄陽城は漢江に囲まれた難攻不落の堅城であり、5年にわたってモンゴル軍の攻撃を阻み続けた。これに対抗するため劉整は水軍を育て上げ、また襄陽ではなく樊城を先に攻略するよう進言することで、襄陽城の攻略に貢献した。襄陽城の陥落後は長江以北の平定に尽力し、長江を越えて攻め込むことを希望していたにもかかわらず、劉整には長江の渡河は命じられなかった。後にバヤン丞相率いる部隊が鄂州を攻略したとの報を聞くと劉整は声を失い、『よく事を起こす者は必ずしもよく事を成し遂げず、とはまことのことである』と周囲に語り、その夕に怒りの中で亡くなった。享年は63であった。